# Gaudichaudia macvaughii
Gaudichaudia macvaughii är en tvåhjärtbladig växtart som beskrevs av W.R. Anderson. Gaudichaudia macvaughii ingår i släktet Gaudichaudia och familjen Malpighiaceae. Inga underarter finns listade i Catalogue of Life.